# Zygmunt Wroczyński
Zygmunt Wroczyński (ur. 2 lipca 1898) – major piechoty Wojska Polskiego, kawaler Orderu Virtuti Militari.

## Życiorys
8 grudnia 1918 został przyjęty do Wojska Polskiego z byłych korpusów wschodnich i byłej armii rosyjskiej, z zatwierdzeniem posiadanego stopnia podporucznika i przydzielony do Szkoły Oficerskiej w Dęblinie. W czasie wojny z bolszewikami walczył w szeregach 34 pułku piechoty. Po śmierci porucznika Jana Sękulskiego (18 lutego 1920) objął dowództwo 8 kompanii. Wyróżnił się w maju 1920 w bitwie pod Rzeczycą.
Po zkończeniu działań wojennych pozostał w wojsku jako oficer zawodowy i kontynuował służbę w 34 pułku piechoty w Białej Podlaskiej. 3 maja 1922 został zweryfikowany w stopniu porucznika ze starszeństwem od 1 czerwca 1919 i 686. lokatą w korpusie oficerów piechoty. Później został przeniesiony do 22 pułku piechoty w Siedlcach. Z dniem 3 listopada 1924 został odkomenderowany na dwuletni kurs Oficerskiej Szkoły Topografów w Warszawie. 1 grudnia 1924 prezydent RP nadał mu stopień kapitana z dniem 15 sierpnia 1924 i 249. lokatą w korpusie oficerów piechoty. Z dniem 1 października 1926, po ukończeniu kursu, został przydzielony do Wojskowego Instytutu Geograficznego w Warszawie. 23 grudnia 1927 został przeniesiony do kadry oficerów piechoty z pozostawieniem na dotychczas zajmowanym stanowisku w WIG. W kwietniu 1928 został przydzielony do Oddziału IV Sztabu Generalnego. Z dniem 31 stycznia 1929 został przeniessiony w stan nieczynny na przeciąg sześciu miesięcy. Z dniem 31 lipca 1929 przedłużono mu stan nieczynny na dalsze trzy miesiące. Z dniem 1 listopada 1929 został powołany ze stanu nieczynnego z równoczesnym przeniesieniem do 34 pp. Na stopień majora został awansowany ze starszeństwem z 19 marca 1937 i 32. lokatą w korpusie oficerów piechoty. Do września 1939 pełnił służbę w 71 pułku piechoty na stanowisku dowódcy Dywizyjnego Kursu Podchorążych Rezerwy 18 DP w Zambrowie. We wrześniu 1939 w Ośrodku Zapasowym 18 Dywizji Piechoty w Białej Podlaskiej. 11 września na czele zorganizowanego w ośrodku batalionu, transportem kolejowym, wyjechał do Brześcia skąd marszem pieszym wyruszył do Równego.
Od 14 kwietnia do 29 czerwca 1954 akta majora Wroczyńskiego były wypożyczone Biuru Studiów Głównego Zarządu Informacji.

## Ordery i odznaczenia
- Krzyż Srebrny Orderu Wojskowego Virtuti Militari – 28 lutego 1921[32][33][34][26]
- Krzyż Walecznych czterokrotnie[33][26][35]
- Srebrny Krzyż Zasługi – 19 marca 1935 „za zasługi w służbie wojskowej”[36]
- Znak naukowy absolwenta Oficerskiej Szkoły Topografów – 11 listopada 1936[37]